# Onthophagus politissimus
Onthophagus politissimus là một loài bọ cánh cứng trong họ Bọ hung (Scarabaeidae).